# 63丁目トンネル
63丁目トンネル（63ちょうめトンネル、英語: 63rd Street Tunnel）はイースト川を貫きニューヨーク市マンハッタン区とクイーンズ区を結ぶニューヨーク市地下鉄IND63丁目線の鉄道トンネルである。トンネルの建設は1969年11月24日に始まり、1972年10月10日に貫通した。しかし、トンネル内部の整備およびトンネル前後の線路の敷設は1970年代のニューヨーク市の財政危機によって遅れ、1989年10月29日まで旅客列車の通過は行われなかった。
トンネルの下層階には2022年後半の完成を見込んでいるイースト・サイド・アクセスプロジェクトの終了後にロングアイランド鉄道の列車が乗り入れを開始する予定である。

## 歴史
トンネルは1989年10月29日に63丁目線21丁目-クイーンズブリッジ駅・ルーズベルト・アイランド駅・レキシントン・アベニュー-63丁目駅と共に開通し列車の運行が開始されたが、クイーンズ区側での他路線への接続の欠如から"行き先の無いトンネル" (tunnel to nowhere) と呼ばれていた。21丁目-クイーンズ・ブリッジ駅からINDクイーンズ・ブールバード線への連絡線は6億4500万ドルの費用を掛けて2000年に開通し、53丁目トンネルの信号機器交換工事期間中のオフピーク時に一部列車が迂回ルートとして通過しており定期列車の運行は無かった。2001年12月17日、53丁目トンネルを経由していたF系統がV系統に置き換えられ、F系統はルートが変更され当トンネルを定期列車として通過する最初の列車となった。

## 工法
63丁目トンネルの水底部分は沈埋工法で作られた。川底にトンネル用の溝を掘り、メリーランド州ポート・デポジットで製作された長さ114メートルの4つのケーソンが2つずつルーズベルト島の東西のイースト川地下に沈められた。トンネルの水底部分以外は開削工法もしくはTBM工法で建設された。トンネル内にはルーズベルト・アイランド駅も建設された。

## 使用
トンネルは2層からなっている。

### 上層階
上層階は1989年に部分的に使用が開始された。現在はF系統が使用しており、クイーンズ区側でINDクイーンズ・ブールバード線に、マンハッタン区側でIND6番街線に接続している。また、レキシントン・アベニュー-63丁目駅西側でBMT63丁目線への渡り線が分岐している。

### 下層階

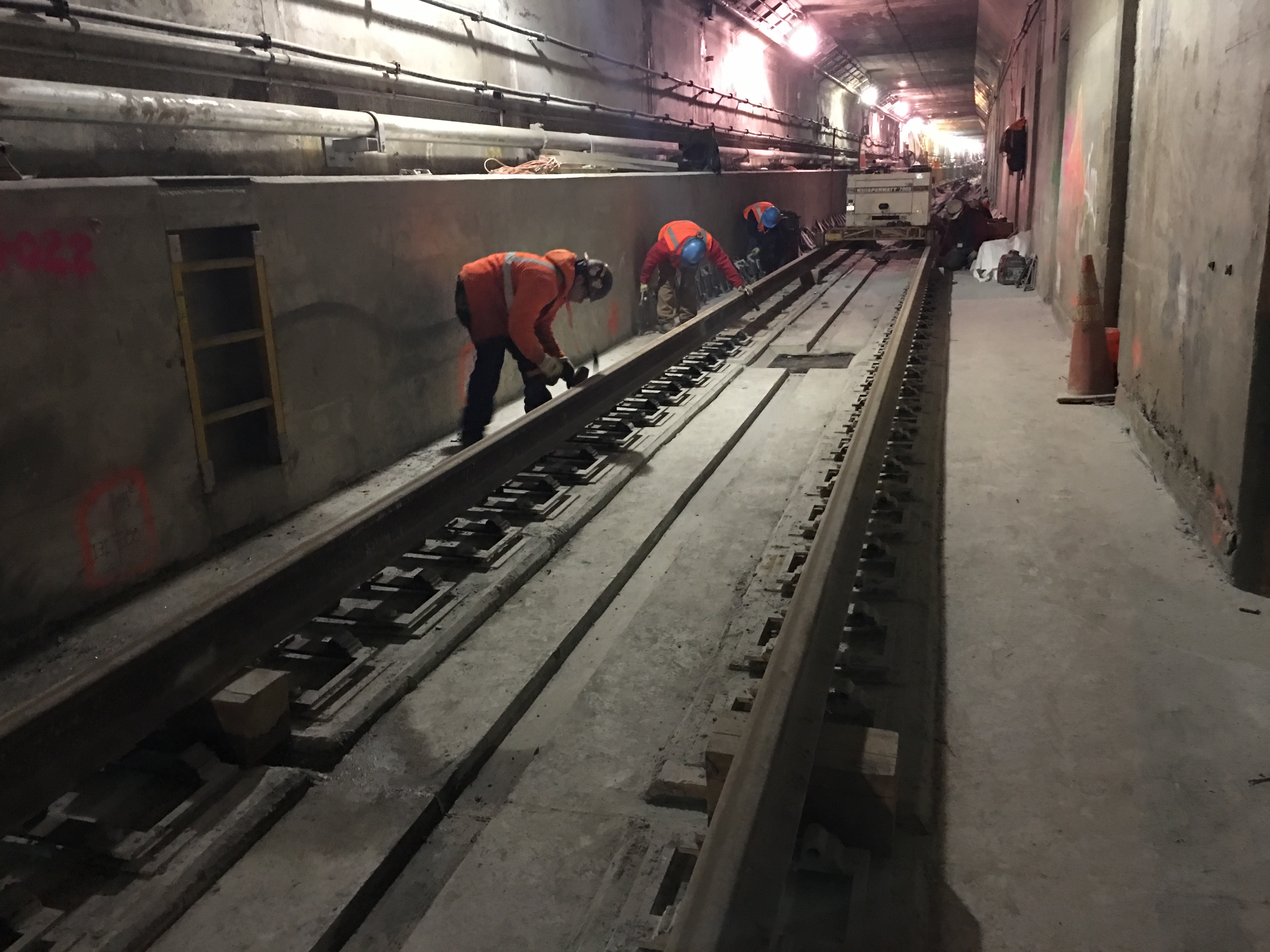
下層階の線路

下層階の複線は現在列車の運行は行われていないが、ロングアイランド鉄道のイースト・サイド・アクセスプロジェクトによって使用する予定である。このプロジェクトが完了するとロングアイランド鉄道の通勤電車がグランド・セントラル駅を発着するようになる。下層階はグランド・セントラル駅方面へのトンネル掘削用機器の輸送や掘削により発生した岩石のサニーサイド車両基地へのコンベア輸送に使われている。トンネル内の線路は2017年9月に敷設された。

## 受賞
63丁目トンネルと63丁目トンネル連絡線はそれぞれ1973年と2000年に米国土木学会大都市部門から年間建築達成プロジェクト最優秀賞 (Construction Achievement Project of the Year Award) を受賞している。
また、63丁目トンネル連絡線が1999年にニューヨーク建設ニュースの選出した"今年のトランジットプロジェクト"に選ばれている。

通気孔
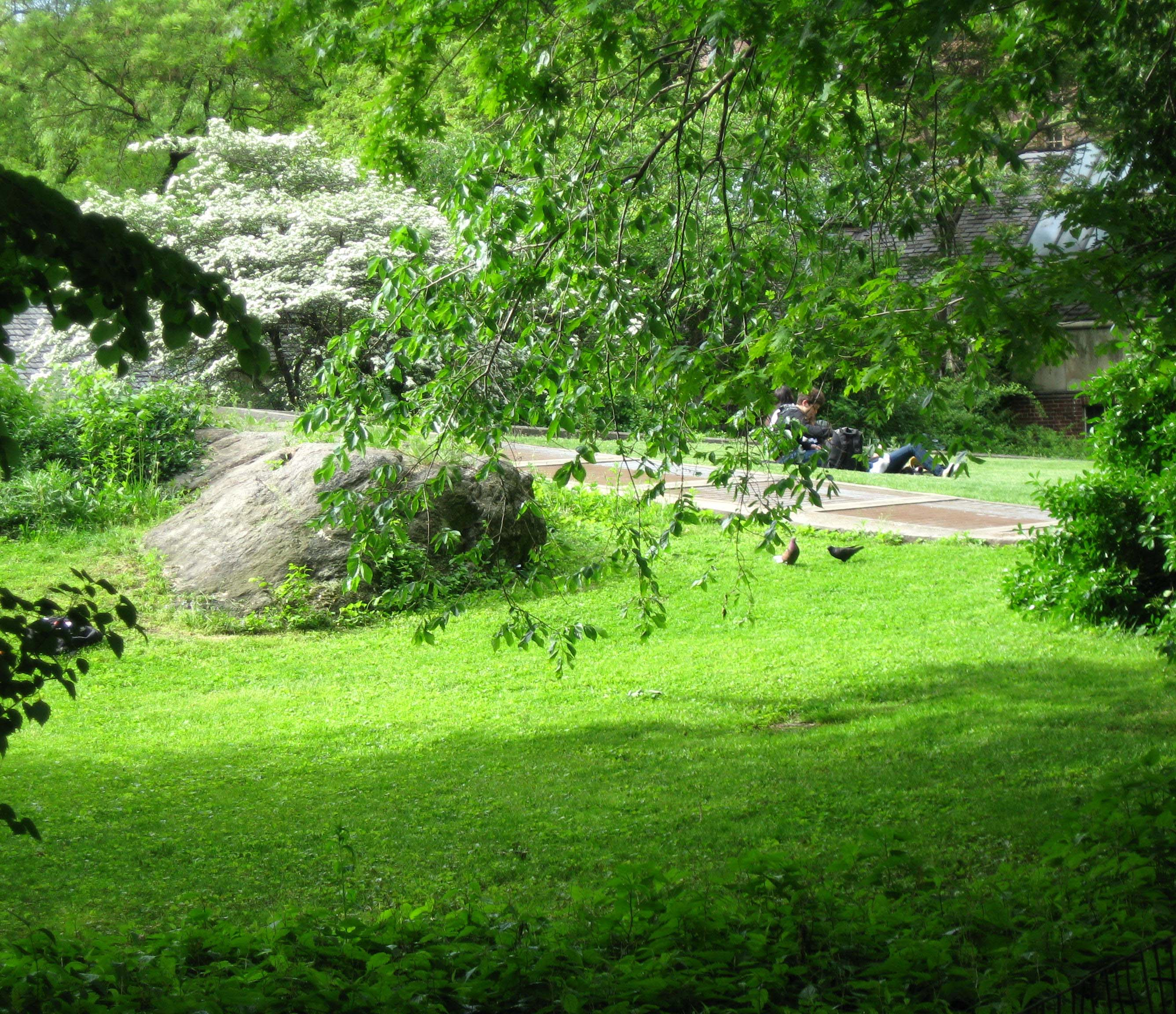
セントラル・パーク内のトンネル通気孔
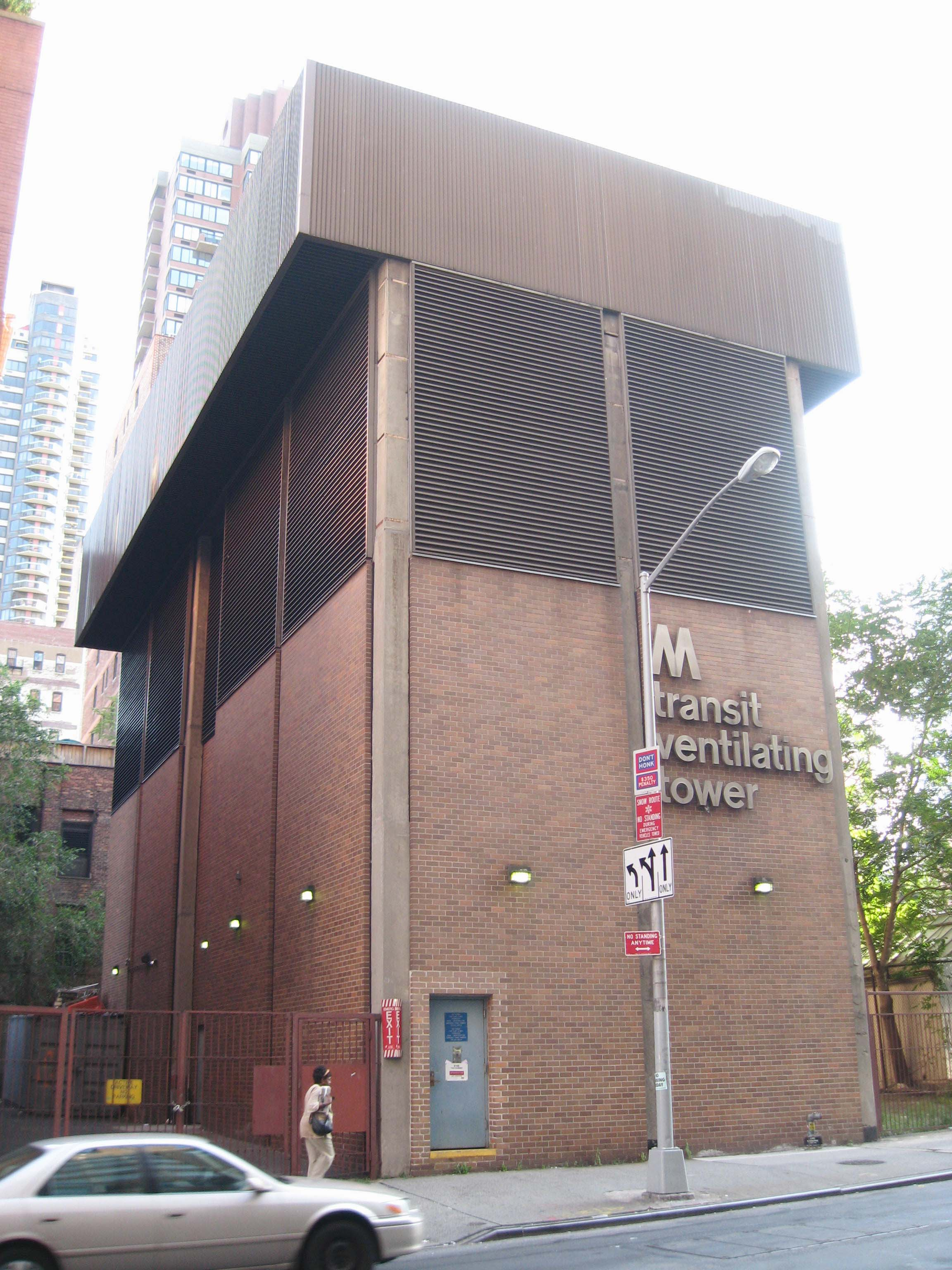
63丁目の換気塔、2番街東
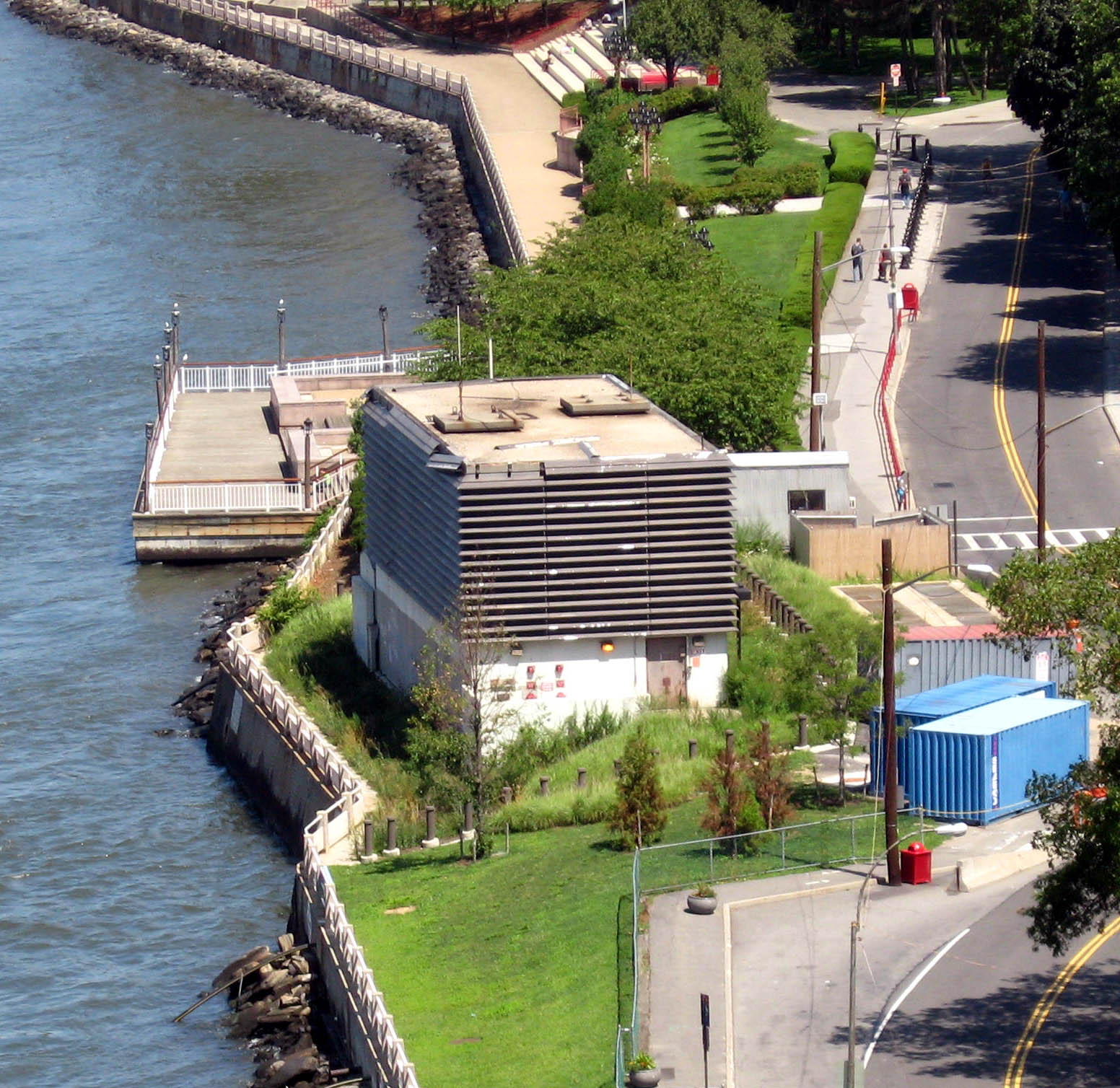
ルーズベルト島の換気施設
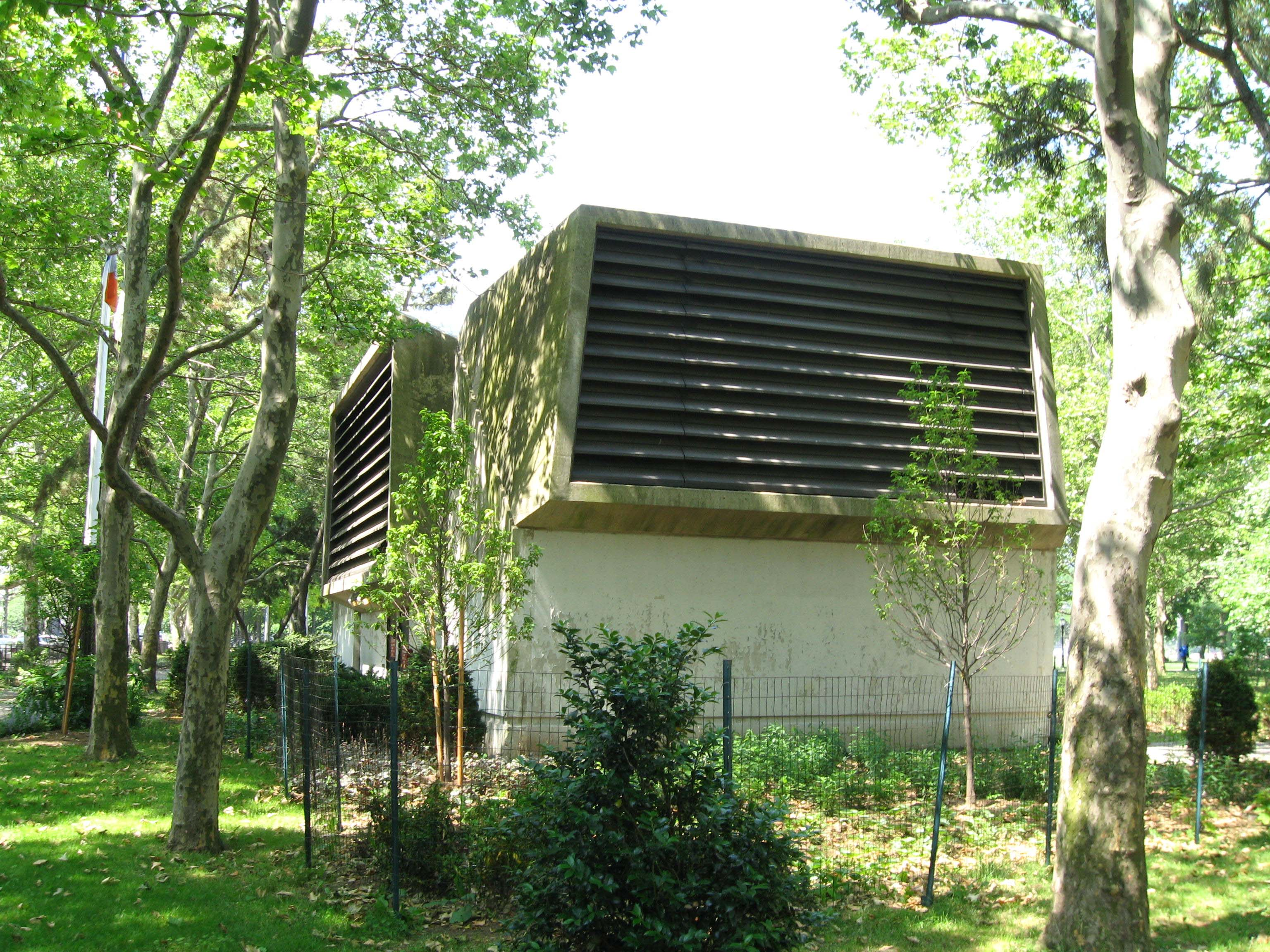
クイーンズ・ブリッジ・パークの換気施設と非常口